# Andrea Marquee
Andrea Marquee é uma cantora e compositora de música popular brasileira e começou sua carreira com a banda Heartbreakers.
A artista começou sua carreira cantando em casas noturnas com a sua banda Heartbreakers. Em 1999, fez parte do elenco original brasileiro do musical Rent de Jonathan Larson na personagem Mimi. Em 2000 lançou seu primeiro album solo chamado Zumbi que obteve um sucesso rápido nas paradas da World Music.  Em 2002, participou do reality show Fama da Rede Globo.  Entre outros musicais que ela fez parte foram Hair, Aida, Cambaio, Uma Luz Cor de Luar, Vingança - O Musical, A Rainha da Neve, Garota de Ipanema - O Musical da Bossa Nova. 
Em 2012, participou do longa-metragem O Que Se Move, com direção de Caetano Gotardo , concorrendo ao prêmio de melhor atriz no 40ª. Festival de Cinema de Gramado, recebeu o prêmio de melhor atriz no X Prêmio SESI/FIESP de Cinema por sua atuação no filme. Também fez parte do filme As Boas Maneiras de Juliana Rojas e Marco Dutra. 
Em 2017, a música "O Que Acontece Com Nosso Amor" do álbum Zumbi entrou para trilha sonora da novela A Lei do Amor da Rede Globo. 

## Discografia
Álbuns:
- Zumbi (2000)

Singles:
- Até Até (2015) [10]
- Urubu Malandro (2015)

EPs:
- Lo-Fi Ukulele (2020)
- Lo-Fi Ukelele #2 (2020) [11]